# Takaya Osanai
Takaya Osanai (japanisch 小山内 貴哉 Osanai Takaya; * 15. Juni 1993 in Sapporo) ist ein ehemaliger japanischer Fußballspieler.

## Karriere
Osanai erlernte das Fußballspielen in der Jugendmannschaft von Consadole Sapporo. Seinen ersten Vertrag unterschrieb er 2011 bei Consadole Sapporo. Der Verein spielte in der zweithöchsten Liga des Landes, der J2 League. Am Ende der Saison 2011 stieg der Verein in die J1 League auf. Am Ende der Saison 2012 stieg der Verein wieder in die J2 League ab. Für den Verein absolvierte er 16 Ligaspiele. Im Juni 2015 wechselte auf Leihbasis zum Drittligisten AC Nagano Parceiro. Für den Verein absolvierte er acht Ligaspiele. 2016 wechselte er ebenfalls auf Leihbasis zum Ligakonkurrenten Fukushima United FC. Nach Ende der Ausleihe wurde er 2017 von Fukushima fest verpflichtet. ReinMeer Aomori FC nahm ihn 2018 unter Vertrag. Ende 2018 beendete er seine Karriere als Fußballspieler.